# Gryka (baśń)
Gryka (duń. Boghveden) – baśń literacka autorstwa Hansa Christiana Andersena, wydana po raz pierwszy w 1841 roku.

## Publikacja
Baśń o Gryce została opublikowana przez wydawnictwo C.A. Reitzel w Kopenhadze 20 grudnia 1841 roku w zbiorze baśni „Bajki opowiedziane dla dzieci. Nowa kolekcja. Trzecia broszura. 1842” (duń. Eventyr, fortalte for Børn. Ny Samling. Tredie Hefte. 1842) wraz z Ole Zmruż-oczkiem, Elfem różanym oraz Świniopasem. Wydawnictwo ukazało się w okresie przed świętami Bożego Narodzenia.
W baśni Andersen chciał przekazać ostrzeżenie przed pychą i podkreślić znaczenie cnoty pokory. Opowiadanie stanowi metaforę umoralniającą. Pisarz połączył rzeczywiste obserwacje natury z nauką moralną. Podobnie jak baśń o Brzydkim kaczątku, baśń o Gryce uczy wartości, takich jak prostota i pokora.

## Fabuła
Po burzy pola gryki często wyglądają na poczerniałe i osmalone. Rolnicy mówią, że to przez piorun, ale narrator zna inną historię. Stara wierzba rosnąca obok pola opowiada historię wróblowi. Wierzba jest wiekowa i szacowna, z gałęziami jak zielone włosy. Na polach rosną różne zboża: żyto, jęczmień, owies i gryka. Owies jest piękny, przypomina żółte kanarki, gdy dojrzeje. Wszystkie zboża oprócz dumnej i hardej gryki skłaniają głowy w pokorze. Małe rośliny, jak mniszek lekarski, zawsze skłaniają głowy.
Nadchodzi burza z ciemnymi chmurami i silnym wiatrem. Wierzba ostrzega wszystkie rośliny, by skłoniły głowy przed Bogiem. Zboża i małe rośliny skłaniają się, ale gryka odmawia. Burza przynosi grzmoty i błyskawice. Błyskawica uderza w grykę, paląc ją. Pokorne rośliny przetrwały kataklizm, ale gryka jest zniszczona. Następnego dnia rolnik widzi szkody i obwinia piorun. Wierzba wyjaśnia wróblowi, że gryczana pycha doprowadziła do kary. Historia uczy, że pycha prowadzi do upadku, a pokora zostaje nagrodzona. To dlatego pola gryki wyglądają na osmalone po burzach.

## Polskie wydania
- 1956 – Gryka: Stefania Beylin (tłum.), Jarosław Iwaszkiewicz (tłum.), Stanisław Sawicki (tłum.): Baśnie. Warszawa: Państwowy Instytut Wydawniczy. Brak numerów stron w książce
- 2006 – Gryka: Bogusława Sochańska (tłum.): Baśnie i opowieści. Tom I 1830–1850. Poznań. s. 258–259. ISBN 978-83-7278-194-9. (z oryginału duńskiego)